# Museo Etnográfico de Castilla y León
El Museo Etnográfico de Castilla y León, ubicado en la ciudad de Zamora, es uno de los cuatro que conforman la Red de Museos Regionales de Castilla y León, junto con el Museo de la Siderurgia y la Minería de Castilla y León (MSM), situado en Sabero (provincia de León), el Museo de Arte Contemporáneo de Castilla y León (MUSAC), en León capital,  y el Museo de la Evolución Humana, con sede en Burgos.
El edificio fue construido especialmente para ser la sede de un museo etnográfico con carácter regional donde tiene cabida la investigación, conservación y divulgación de la cultura tradicional de esta comunidad autónoma.

## Historia
En la década de 1980, la Caja de Ahorros Provincial de Zamora comenzó a coleccionar y guardar objetos diversos de carácter etnográfico y piezas de cerámica que se hallaban dispersos y olvidados. La mayoría de estos objetos correspondían a la alfarería y cerámica popular del entorno de Zamora pero poco a poco se fue ampliando la zona hasta aceptar  piezas de las distintas provincias de la Comunidad Autónoma. Años más tarde, la fusión de diversas entidades bancarias dio lugar a Caja España de Inversiones y la colección que se venía formando tomó el nombre de Fondos Etnográficos de Caja España. A esta iniciativa se unieron por los años 1990 algunas instituciones públicas que con la ayuda de investigadores y profesores de etnografía consiguieron la creación del museo. 
En 1998 tuvo lugar la firma del convenio entre Caja España, el Ayuntamiento de Zamora, la Diputación y la Consejería de Educación y Cultura de la Junta de Castilla y León. A partir de ese momento empezaron las obras del edificio.

## El edificio

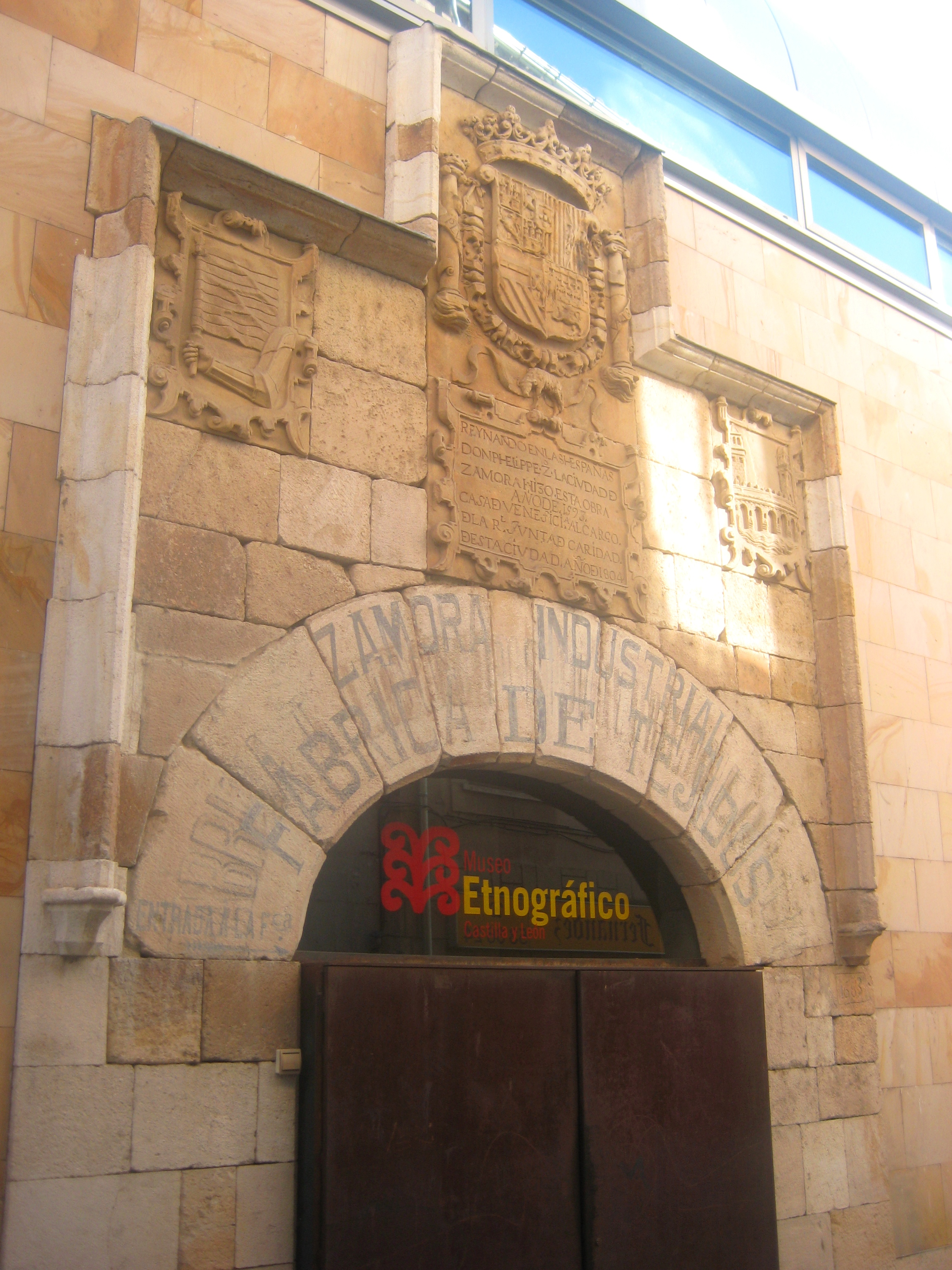
Portada del de la antigua Cárcel Real de Zamora, hoy habilitada como entrada auxiliar al Museo

El Museo se levanta en el solar del casco histórico en el que en 1593 se construyó la antigua Cárcel Real, que posteriormente cambió de uso para pasar a ser Casa de Beneficencia desde 1804, al cargo de la Real Junta de Caridad de la ciudad, y luego fábrica y almacén de la empresa textil Zamora Industrial, S. A. En las últimas décadas acogió también un frecuentado salón de baile. Lo único que se conserva del edificio original es la portada de la calle Corral Pintado, en la trasera del Museo, y que ha sido acondicionada como entrada auxiliar al mismo.
En su entorno pueden verse edificios de gran importancia histórica como el Palacio renacentista de los Condes de Alba y Aliste, convertido en Parador Nacional, o las iglesias románicas de Santa María la Nueva, San Juan Bautista y San Cipriano. También se encuentran cerca el Archivo Histórico Provincial y el Museo de Semana Santa.
El inmueble fue proyectado por un equipo de arquitectos liderado por Roberto Valle González e integrado además por José Antonio Lozano García, Carlos Gallego Alonso y Gemma Lalanda Sanmiguel. La obra quedó finalista en el V Premio de Arquitectura de Castilla y León.
Con una superficie de 9000 metros cuadrados, consta de siete plantas, cinco de ellas ocupadas por la exposición permanente. La fachada principal, ciega, que da a la plaza Viriato, remarca el carácter público del edificio con respecto al caserío del casco histórico. La fachada posterior se retranquea en las plantas superiores buscando la armonía con la escala de la calle. Funcionalmente el espacio está dividido en dos áreas, una propiamente destinada a la función de museo y otra para los servicios relacionados con el mismo. El espacio expositivo se concibió como un área única, comunicada visualmente entre las distintas plantas del museo mediante espacios abiertos. El recorrido de la exposición está pensado en manera ascendente, culminando en la cuarta planta con una vista panorámica pensada para que el visitante disfrutase del entorno urbano situándolo en la ciudad en la que se ubica el museo. Un rasgo singular es la iluminación natural interior indirecta, mediante lucernarios cenitales; en horario nocturno destaca la iluminación de la caja de cristal que contiene la escalera entre la segunda y tercera planta, así como los diecisiete lucernarios de la cubierta. Los trabajos de construcción se llevaron a cabo entre los años 1998 y 2002.
El 19 de diciembre de 2002 el presidente de la Junta de Castilla y León, Juan Vicente Herrera Campo, inauguró el inmueble con una primera exposición temporal llamada EnSeres. En 2004 la Fundación Siglo se hizo cargo de las gestiones y el 1 de mayo de ese mismo año el Museo abrió al público su colección permanente.

## Exposición permanente
La exposición permanente del Museo abarca todo lo concerniente a la vida tradicional de las personas que habitaron estas zonas a través de los tiempos, teniendo en cuenta la religión, los mitos, las fiestas, el tiempo meteorológico, los enseres utilizados, los lugares habitados, los trajes utilizados, etc. Joaquín Díaz y Carlos Piñel fueron los responsables de la organización de los 10 000 objetos cedidos por Caja España más la documentación gráfica y audiovisual. Para mejor exponer todos estos temas, los objetos se hallan distribuidos en cinco plantas, cada una de las cuales lleva un título que las distingue y referencia.

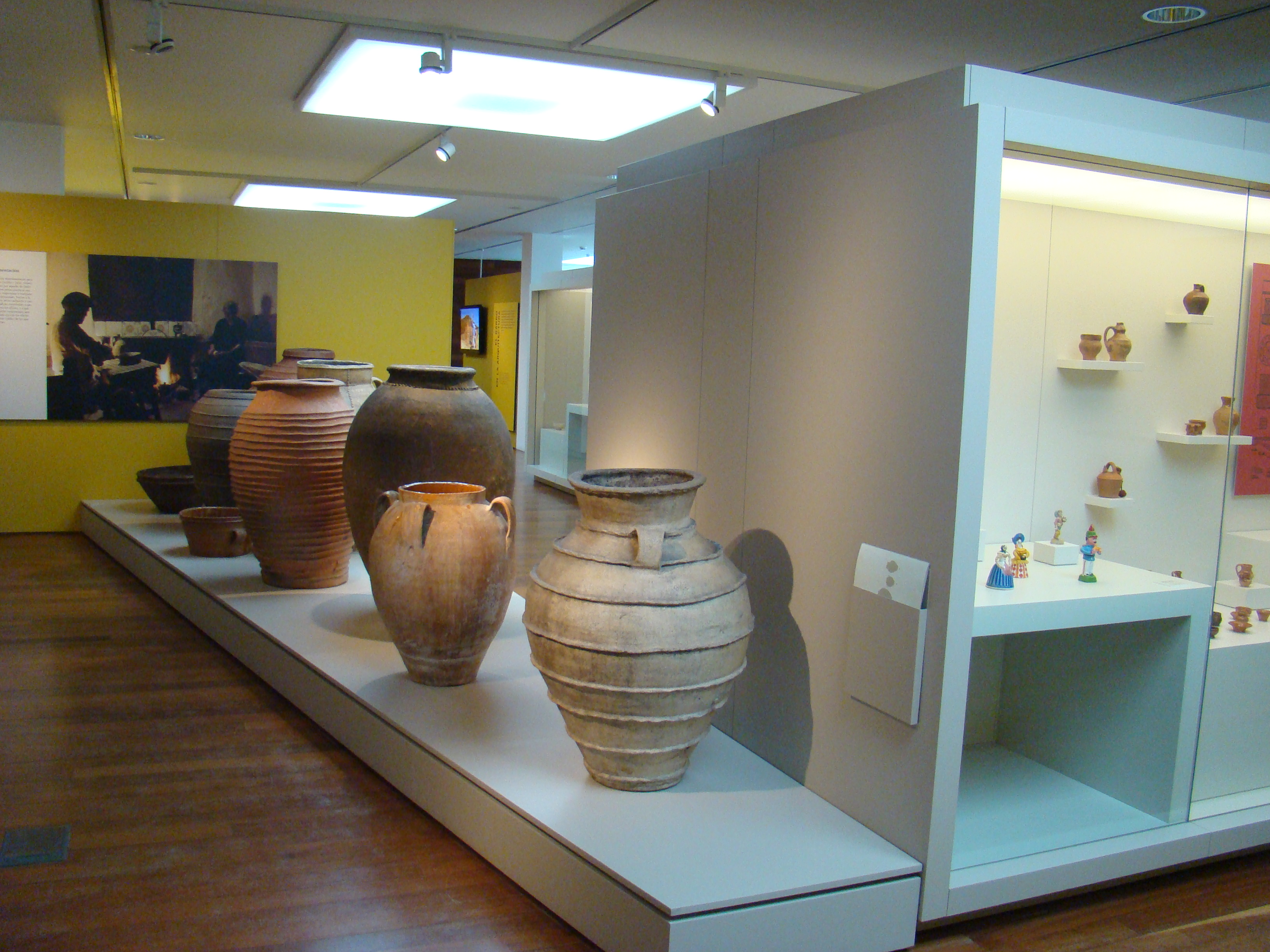
Vista de una de las salas de la planta tercera, dedicada a la alfarería.

- Planta sótano: El espacio y el entorno: se muestra al visitante el lugar donde el Hombre lleva a cabo su existencia y la manera que tiene de solucionar los problemas derivados de la convivencia con otros individuos, con   los animales y con la naturaleza.

- Planta baja: El tiempo y los ritos: aquí se expone todo lo relacionado con los ritos, las medidas del tiempo, el tiempo meteorológico, las fiestas, etc.

- Planta primera: La forma y el diseño: pueden verse objetos decorados y elaborados artísticamente y su relación con la vida cotidiana y con el simbolismo. El arte popular ofrece aquí una gran variedad de diseños que identifica a su gente tanto individual como colectivamente.

- Planta segunda: El alma y el cuerpo: con ayuda de los objetos expuestos se dan a conocer las creencias, los mitos religiosos, las normas que seguían las distintas sociedades, la educación de los ciudadanos, las leyes, el lenguaje y los cambios culturales.

- Planta tercera: El barro: símbolo y función: con la exposición de los objetos de alfarería fabricados por el hombre a través de los siglos, se dan a conocer una serie de temas relacionados, muy interesantes. Así surge de nuevo la mitología y la religión, la relación con la vida y la muerte, con los variados oficios, incluso con la arquitectura.[6]